# Euxesta luteocesta
Euxesta luteocesta är en tvåvingeart som beskrevs av Foote 1960. Euxesta luteocesta ingår i släktet Euxesta och familjen fläckflugor. Inga underarter finns listade i Catalogue of Life.